# Tschick
Tschick è un film del 2016 diretto da Fatih Akın.